# Melampyrum kawasakianum
Melampyrum kawasakianum är en snyltrotsväxtart som beskrevs av Kitamura. Melampyrum kawasakianum ingår i släktet kovaller, och familjen snyltrotsväxter. Inga underarter finns listade i Catalogue of Life.